# Urumczi
Urumczi (Ürümqi; chiń. upr. 乌鲁木齐; chiń. trad. 烏魯木齊; pinyin Wūlǔmùqí; ujg. ئۈرۈمچى, Ürümchi) – miasto o statusie prefektury miejskiej w północno-zachodnich Chinach, stolica regionu autonomicznego Sinciang. Z ludnością 1361,5 tys. osób (2000 r.) Ürümqi stanowi największe miasto zachodniej części Chin. Okręg miejski liczy 2,36 mln (2008 r.). Ośrodek przemysłu hutniczego, maszynowego, chemicznego, włókienniczego, odzieżowego, skórzanego, papierniczego i spożywczego.

## Historia
Region przeszedł pod całkowitą kontrolę Chińczyków w VII i VIII wieku, kiedy 130 km na wschód od Urumczi utworzono chiński protektorat Beiting. Wcześniej, ok. 640 roku, na obszarze dzisiejszego Urumczi powstał powiat Luntai, będący ważnym centrum dla karawan podróżujących do doliny rzeki Ili z głównego szlaku w Turkiestanie. Około 750 roku Urumczi przeszło pod panowanie Ujgurów. Miasto znalazło się ponownie pod rządami Chin dopiero w okresie kampanii dynastii Qing przeciwko Dżungarom w XVIII wieku. W 1760 roku powstały w okolicznych oazach kolonie wojskowe, a w 1763 roku utworzono w Luntai nowe miasto o nazwie Dihua (迪化).
Miasto stało się ważnym garnizonem w północno-zachodnich Chinach. Kiedy w latach 60. XIX wieku wybuchło w Sinciangu powstanie muzułmanów, Dihua zostało zajęte przez buntowników w 1864 roku, jednak ostatecznie miasto odbiły wojska Qingów pod dowództwem Zuo Zongtanga w 1876 roku. W 1884 utworzono odrębną prowincję Sinciang, a Dihua ustanowiono jej stolicą. Nastąpił szybki rozwój Dihua, które stało się największym miastem i centrum handlu w Azji Środkowej. Znaczenie handlowe i strategiczne skłoniło Rosjan i Brytyjczyków do podjęcia nieudanych prób utworzenia strefy wpływów w Sinciangu, w ostatnich latach panowania dynastii Qing.
1 lutego 1954 roku zmieniono nazwę miasta na Urumczi. Po 1949 roku miasto było rozwijane nie tylko jako stolica regionu i centrum kulturowe, ale również jako główna baza przemysłowa. Dodatkowo podjęto starania o powiększenie pobliskich pól uprawnych (u podnóży Tienszanu) oraz poprawę wydajności produkcji rolnej regionu poprzez mechanizację. Rozwój nastąpił dzięki dużym zasobom surowców mineralnych i przebiegającej przez miasto magistrali kolejowej z Lanzhou.
W lipcu 2009 w mieście wybuchły zamieszki, spowodowane konfliktami pomiędzy Ujgurami a Chińczykami Han.

## Geografia
Urumczi, leżące u podnóży Tienszanu na wysokości ok. 905 m n.p.m., jest największym miastem w zachodniej części Chin. Powierzchnia prefektury miejskiej wynosi 14 216,3 km².
Klimat Urumczi jest suchy i skrajnie kontynentalny. Temperatura w styczniu nie przekracza 0 °C, temperatury lipcowe są wysokie i na ogół przekraczają 20 °C. Opady występują rzadko i są niewielkie; roczna suma opadów wynosi 236 mm.
| Miesiąc                                              | Sty   | Lut   | Mar  | Kwi  | Maj  | Cze  | Lip  | Sie  | Wrz  | Paź  | Lis  | Gru   | Roczna |
| ---------------------------------------------------- | ----- | ----- | ---- | ---- | ---- | ---- | ---- | ---- | ---- | ---- | ---- | ----- | ------ |
| Średnie temperatury w dzień [°C]                     | -8.4  | -6.2  | 3.7  | 16.7 | 24.3 | 28.8 | 31.2 | 30.0 | 23.7 | 13.6 | 2.0  | -6.1  | 12,8   |
| Średnie temperatury w nocy [°C]                      | -17.9 | -15.9 | -4.9 | 5.2  | 12.0 | 16.8 | 19.1 | 17.7 | 11.8 | 3.4  | -6.0 | -14.4 | 2,2    |
| Opady [mm]                                           | 8     | 8     | 18   | 29   | 28   | 36   | 20   | 16   | 24   | 22   | 17   | 10    | 236    |
| Źródło: World Weather Information Service 2010-09-25 |       |       |      |      |      |      |      |      |      |      |      |       |        |

## Podział administracyjny
Prefektura miejska Urumczi podzielona jest na:
- 7 dzielnic: Tianshan, Saybag, Xinshi, Shuimogou, Toutunhe, Dabancheng, Midong,
- powiat: Urumczi.

## Demografia
Według spisu ludności z 2000 roku Urumczi liczyło 2 081 834 mieszkańców, przy gęstości zaludnienia 174,53 osób/km².
| Narodowość   | Liczba    | Procentowo |
| ------------ | --------- | ---------- |
| Hanowie      | 1 567 562 | 75,3%      |
| Ujgurzy      | 266 342   | 12,79%     |
| Hui          | 167 148   | 8,03%      |
| Kazachowie   | 48 772    | 2,34%      |
| Mandżurowie  | 7682      | 0,37%      |
| Mongołowie   | 7252      | 0,35%      |
| Xibe         | 3674      | 0,18%      |
| Rosjanie     | 2603      | 0,13%      |
| Tujia        | 1613      | 0,08%      |
| Kirgizi      | 1436      | 0,07%      |
| Uzbecy       | 1406      | 0,07%      |
| Zhuang       | 878       | 0,04%      |
| Tatarzy      | 767       | 0,04%      |
| Tybetańczycy | 665       | 0,03%      |
| Dongxiang    | 621       | 0,03%      |
| Miao         | 620       | 0,03%      |
| Koreańczycy  | 588       | 0,03%      |
| Pozostali    | 2205      | 0,09%      |
| Źródło:      |           |            |

## Transport
Na początku lat 60. ukończono budowę linii kolejowej, łączącej Lanzhou w prownicji Gansu z Urumczi. Wzdłuż linii kolejowej poprowadzono także drogę, którą połączono później z drogami biegnącymi z Kotliny Dżungarskiej i Kaszgarskiej. W latach 80. XX wieku linia kolejowa została przedłużona, aż do Bramy Dżungarskiej na granicy z Kazachstanem. W 1999 roku ukończono budowę linii kolejowej, biegnącej wzdłuż północnej krawędzi Kotliny Kaszgarskiej, łączącej Urumczi z miastem Kaszgar w południowo-zachodnim Sinciangu. Na północny zachód od centrum miasta znajduje się międzynarodowy port lotniczy Urumczi-Diwopu.

## Miasta partnerskie
- Ałmaty
- Biszkek
- Czelabińsk
- Duszanbe
- Orem
- Osan
- Peszawar